# صفية بنت شيبة
صفية بنت شيبة عدها البعض من الصحابيات وعدها البعض من أكابر التابعين، أبوها هو شيبة بن عثمان بن أبي طلحة العبدري القرشي. كان مشاركاً لابن عمه عثمان بن أبي طلحة في سدانة البيت الحرام. أدركت صفية عصر النبوة، فكانت لها صحبة، وروت عن النبي  خمسة أحاديث منها ما رواه البخاري معلقا: سمعت النبي  قال: حرم الله مكة، فلم تحل لأحد قبلي، ولا لأحد بعدي، أحلت لي ساعة من نهار، لايختلى خلالها ولايعضد شجرها، ولاينفر صبرها، ولاتلتقط لقطتها إلا لمعرف.
وروي أيضا عنها: قالت: أولم النبي  على بعض نسائه بمدين من شعير.
وروت عن عائشة أم المؤمنين أنها قالت: كان رسول الله يتكئ في حجري وأنا حائض يقرأ القرآن.

## الوفاة
وظلت حياتها راوية علم تتعلم وتعلم حتى عاشت إلى الخلافة الأموية فيقال إنها أدركت خلافة الوليد بن عبد الملك وأنها ماتت عام 90هـ.